# Collins John
Collins John (ur. 7 października 1985 w Zwandru w Liberii) – holenderski piłkarz, grający na pozycji napastnika.
John urodził się w Liberii, ale jego rodzina wyemigrowała do Holandii po tym jak ojciec Johna został zamordowany podczas ludobójstwa, które miały miejsce w latach 80. w Liberii. John jest wychowankiem małego klubiku o nazwie VV Dos. Potem zapisał się do szkółki FC Twente i w tym właśnie klubie rozpoczął profesjonalną karierę. W Eredivisie zadebiutował 2 listopada 2002 roku w zremisowanym 0-0 meczu z PSV Eindhoven. W FC Twente spędził 1,5 sezonu, kiedy to strzelił 11 goli w 35 meczach. I w zimie 2004 tym utalentowanym napastnikiem zainteresował się Fulham Londyn i nazajutrz zapłacił 3,5 miliona euro. John zadebiutował w ataku Fulham w Premiership 20 marca 2004 w meczu przeciwko Chelsea F.C. Jednak w rundzie wiosennej rozegrał tylko 8 meczów ale zdołał strzelić 4 bramki. W sezonie 2004–2005 również nie poszło mu zbyt dobrze – strzelił tylko 2 bramki w 24 meczach. Przez następne 2 lata regularnie występował w pierwszym zespole. Sezon 2007/2008 spędził na wypożyczeniach w drugoligowych klubach, najpierw w Leicester City, a później w Watfordzie. W sezonie 2008/2009 grał dla NEC Nijmegen, a w 2009 odszedł do KSV Roeselare. 24 lipca 2013 podpisał dwuletni kontrakt z Piastem Gliwice.
W reprezentacji Holandii John zadebiutował u Marco van Bastena 18 sierpnia 2004 roku w zremisowanym 2-2 meczu z reprezentacją Szwecji.

## Kariera
| Sezon   | Klub             | Kraj              | Rozgrywki           | Mecze | Bramki |
| ------- | ---------------- | ----------------- | ------------------- | ----- | ------ |
| 2002/03 | FC Twente        | Holandia          | Eredivisie          | 17    | 2      |
| 2003/04 | FC Twente        | Holandia          | Eredivisie          | 18    | 9      |
| 2003/04 | Fulham FC        | Anglia            | Premiership         | 8     | 4      |
| 2004/05 | Fulham FC        | Anglia            | Premiership         | 27    | 4      |
| 2005/06 | Fulham FC        | Anglia            | Premiership         | 35    | 11     |
| 2006/07 | Fulham FC        | Anglia            | Premiership         | 23    | 1      |
| 2007/08 | Leicester City   | Anglia            | Championship        | 11    | 2      |
| 2007/08 | Watford F.C.     | Anglia            | Championship        | 5     | 0      |
| 2008/09 | NEC Nijmegen     | Holandia          | Eredivisie          | 5     | 0      |
| 2009/10 | KSV Roeselare    | Belgia            | Jupiler League      | 11    | 0      |
| 2010    | Chicago Fire     | Stany Zjednoczone | Major League Soccer | 17    | 3      |
| ?       | ?                | ?                 | ?                   | ?     | ?      |
| 2013/14 | Piast Gliwice    | Polska            | Ekstraklasa         | 2     | 0      |
| 2013/14 | Piast II Gliwice | Polska            | III liga            | 3     | 1      |